# Smrt Elizabete II. Britanske
Elizabeta II., kraljica Združenega kraljestva in drugih kraljestev Commonwealtha ter najdlje živeča in najdlje vladajoča britanska monarhinja, je 8. septembra 2022 umrla v 97. letu življenja na gradu Balmoral na Škotskem. Ob 18.31 BST (po britanskem poletnem času) je to vest objavil BBC oziroma njegov poročevalec med prenosom v živo. V začetku dneva so zdravniki sporočili, da se njeno zdravstveno stanje hitro slabša in jo sprejeli pod zdravniški nadzor.

## Časovnica
8. septembra 2022 ob približno 12.30 je Buckinghamska palača potrdila zdravniško opazovanje kraljice na gradu Balmoral. Izjava se je glasila: »Po nadaljnjih preiskavah tega jutra so zdravniki izrazili pomisleke o kraljičinemu zdravju in so priporočili zdravniško opazovanje. Kraljica je udobno nameščena na gradu Balmoral.« Z njo so potovali kraljičini 4 otroci in snahe ter princa William in Harry.
Okoli 14. ure je BBC prekinil spored BBC One do 18. ure, da bi neprekinjeno poročal o stanju v Queensu, pri čemer so bili vsi novinarji in izdajatelji televizijskih programov BBC oblečeni v črno. Posebna poročila o njenem stanju so predvajali na drugih glavnih kanalih Združenega kraljestva; ITV, Channel 4 in Channel 5. Ob 15:00 je BBC dopisnica Yalda Hakim predčasno tvitnila, da je umrla kraljica. Pozneje je tvit umaknila.
Uradni Twitter račun kraljeve družine je kraljičino smrt potrdil v tvitu, ki je bil objavljen ob 18.30 BST. Po tvitu so sporočili: »Kraljica je mirno umrla to popoldne na gradu Balmoral. Kralj in bližnji bodo to noč ostali na gradu, v London se bodo vrnili jutri.« Prva televizijska poročila o njeni smrti so bila predvajana ob 18.31 na kanalu BBC.

## Nasledstvo
Po njeni smrti je njen najstarejši sin Charles nasledil Elizabeto II. kot vladajoči monarh in kralj Združenega kraljestva in štirinajstih drugih kraljestev Commonwealtha Karel III. Datum njegovega kronanja ni znan.

## Pogreb
Podrobnosti o državnem pogrebu še niso sporočili; vendar naj bi potekal dvanajsti dan po njeni smrti.

## Odzivi
V skladu s protokolom, uvedenim po smrti valižanske princese Diane, je bila zastava Unije na Buckinghamski palači spuščena na polovico droga. Ker je bil novi monarh že na gradu Balmoral, ko je postal kralj, je kraljeva zastava Združenega kraljestva po smrti njegove matere ostala na gradu.
V času objave je bilo pred vrati Buckinghamske palače v Londonu zbranih na stotine ljudi.
8. septembra je bila v čast kraljičine smrti zastava ZDA na kapitolu spuščena na pol droga.